# Peter Faber (acteur)
Peter Faber (Schwarzenbach an der Saale, 9 oktober 1943) is een Nederlands acteur in theater, televisie en film.

## Jeugd en achtergrond
Faber werd geboren als zoon van een Nederlandse arbeider en een Duitse moeder die elkaar tijdens de Tweede Wereldoorlog in Hamburg hadden leren kennen. Ze vluchtten voor een bombardement van de geallieerden naar Zuid-Duitsland, waar Faber in een ziekenhuis in Schwarzenbach an der Saale werd geboren. Hij groeide op in Amsterdam-Noord en liep op zijn 15e van huis weg. Faber begon te zwerven, na zware mishandeling door zowel zijn moeder als vader. Hij zwierf tweeënhalf jaar door Amsterdam en sliep onder bruggen en in portieken. Hij verdiende toen zijn geld door borden te wassen, schoenen te verkopen, een loodgieter te assisteren en door bankgebouwen schoon te maken. Op de bloemenmarkt in Amsterdam verstopte hij onder een scheepsscherm een koffertje met kleren en dat haalde hij de volgende ochtend weer op. Hij werd op een gegeven moment gewezen op een auditie voor een openluchttheater. Dat gaf Faber een andere richting in zijn leven.

## Loopbaan

### Werkteater
Faber wilde eigenlijk naar zee, maar hij kreeg een rol bij het openluchttheater van Tuindorp Oostzaan. Na een periode als amateurspeler, volgde Faber een mime-opleiding, werd hij belichter bij Theatergroep Carrousel daarna bracht hij eigen producties, aanvankelijk in samenwerking met Adriaan Adriaansen. In 1970 richtte hij mede Het Werkteater op, een gezelschap dat op improvisatiebasis werkte. Hiervan maakte Faber jarenlang deel uit. Wel waren er enige onderbrekingen voor televisie, drama, de presentatie van de filmrubriek Cinevisie van de NOS in 1977 en film.

### Theater en film
Faber regisseerde naast producties van het Werkteater studententoneel met Shireen Strooker (sinds 1969 zijn eerste vrouw). Vanaf 1978 trad hij op met solovoorstellingen, waarin hij niet alleen acteerde, maar ook jongleerde, tapte en circusacts deed, kortom totaaltheater bracht. Peter Faber heeft in zeer vele functies bijgedragen aan ten minste 89 theaterproducties.
Faber speelde in diverse Nederlandse en buitenlandse films. In 1976 speelde hij de hoofdrol in de film Max Havelaar, geregisseerd door Fons Rademakers. In 1977 speelde hij een rol in de Brits/Amerikaanse blockbuster A Bridge Too Far. Hij kreeg tweemaal een Louis d'Or: voor zijn rollen in Avondrood in 1975 en voor Het Koekoeksnest in 1991. Faber weigerde de Louis d'Or die hem in 1975 werd toegekend. Ook in de musical speelde hij rollen, zoals Mop in De Jantjes (1998) en kapitein Haak in Peter Pan.

### Jaren 80 en 90
In de jaren tachtig nam Faber deel aan het panelprogramma Daar zeg je zowat van de NCRV. Dat programma werd gepresenteerd door Jan Fillekers en de overige panelleden waren Yvonne Keuls, Hans van den Bergh en Daan Modderman (bekend uit het programma Showroom). In 1984 was Faber te zien in de film Ciske de Rat als vader Cor Vrijmoeth. Fillekers en Van der Horst maakten ook de comedyserie Prettig geregeld, waar Faber samen met Anne Wil Blankers en Mieke Verstraete een hoofdrol in had. Deze serie duurde van 1988 tot en met 1991. Daarnaast maakte hij furore met zijn rol van John Gisberts in de films Schatjes! en Mama is boos!. Hij speelde verder in televisieseries, zoals Baantjer, Flodder en Onderweg naar Morgen.

### Jaren 2000
Faber speelde in 2014 zakenman Reinier Veltman in Goede tijden, slechte tijden. Op 28 oktober 2014 verliet hij de serie; zijn personage werd vermoord. Van 2014 tot 2015 neemt Faber de rol van "Opa Piet" op zich. Deze Piet is te zien tijdens de intocht en dagelijks in die periode bij het Sinterklaasjournaal.
In 2018 werkte Faber met onder anderen Gerard Cox, Barrie Stevens en Willibrord Frequin in het RTL televisieprogramma Beter laat dan nooit. In het programma gingen de vier heren een maand lang samen op reis. Het programma werd een succes voor RTL. De samenwerking met de heren werd in 2020 hervat voor een tweede seizoen. In 2023  speelde Faber samen met zijn zoon Jesse in film Sweet Dreams. De film won zes Gouden Kalveren en werd namens Nederland de Oscaruitzending in 2024.

### Onderwijs
Faber doceert aan De Theaterschool, de Amsterdamse Toneel & Kleinkunstacademie en de Frank Sanders Academie voor musicaltheater. 

## Peter Faber Stichting
Op 18 april 2009 werd de Peter Faber Stichting opgericht. Het doel van de stichting is door middel van theaterprojecten, trainingen en workshops een positieve bijdrage te leveren aan het zelfbewustzijn en perspectief van hangjongeren die vaak in een uitzichtloze situatie zijn beland. Faber kreeg de stichting cadeau van de producenten van de musical Man van La Mancha. Op 6 juni 2009 werd het eerste project, een toneelstuk dat zich afspeelde in een strafkamp op een marinebasis, gepresenteerd in Zonnehuis in Amsterdam-Noord. Peter Faber benadrukte dat je ondanks een slechte jeugd toch veel van je leven kunt maken. Hij wees op het belang van zelfdiscipline daarbij: "Dezelfde discipline die je nodig hebt om kwart over acht je kleedkamer uit te komen, ziek, zwak, misselijk, ellende, ruzie, geldgebrek, kwart over acht kom je die kleedkamer uit en komt je verhaal tot leven, en diezelfde discipline heb je ook nodig in het dagelijks leven om je bed uit te komen."
Met zijn zoon Jesse geeft Peter Faber workshops in gevangenissen. "Jongens met een crimineel verleden willen vaak wel veranderen, maar weten niet goed hoe. Wij helpen hen daarbij op speelse wijze een handje en altijd onder het motto: ’Ik kan ’t, ik doe ’t, ik wil ’t, nu!" 

## Privé
Bij vier vrouwen heeft hij vijf kinderen, onder wie de acteurs Jasper en Marcel Faber, en kunstenaar Jesse Faber. Faber trouwde vijfmaal en is vijfmaal gescheiden. Hij onderging in 2018 een openhartoperatie, waarvan hij volledig herstelde.

## Filmografie, televisie en theater
- Warning to Wantons (1948)
- Makkers, staakt uw wild geraas (1960)
- La ragazza in vetrina (1961)
- Surprise Surprise (1969) - Lover
- De worstelaar (1970)
- Diagnose: Wat is er aan de hand met de misdaad? (1974)
- Periander (1975)
- Keetje Tippel (1975) - George
- Rooie Sien (1975) - Gerrit van Buren
- Mens erger je niet (1975)
- De laatste trein (1975) - Rattenvanger[16]
- Toestanden (1976)
- Alle dagen feest (1976) - Wessel Franken
- Max Havelaar (1976) - Max Havelaar
- Doctor Vlimmen (1977) - Doctor Vlimmen
- A Bridge Too Far (1977) - Kapitein Harry Bestebreurtje
- Soldaat van Oranje (1977) - Will Oostgaard
- Prettig weekend, meneer Meijer (televisiefilm, 1978)
- Mysteries (1978) - Karlsen
- Exit 7 (1978) - Marc Dumont
- Camping (1978) - Guus
- De proefkonijnen (1979) - Herman
- Een vrouw als Eva (1979) - Ad
- Mijn vriend (1979) - Jules Depraeter
- Duel in de diepte (televisieserie) - El Loco (1979)
- Het teken van het beest (1980) - Dirk Tabak
- Charlotte (1981) - Frits Blech
- Te gek om los te lopen (1981) - Piet
- Van de koele meren des doods (1982) - Joop
- Een zaak van leven of dood (1983) - Hans Jansonius
- De wil voor de werkelijkheid (1984)
- Schatjes! (1984) - John Gisberts
- Ciske de Rat (1984) - Cor Vrijmoeth
- Paul Chevrolet en de ultieme hallucinatie (1985) - Leopold/Paul Chevrolet
- Mama is boos! (1986) - John Gisberts
- Moordspel (1987) - Panel lid
- De ratelrat (1987) - De Gier
- Mijn vader woont in Rio (1989) - Jacob
- De gulle minnaar (1990) - Peter Heg
- Prettig geregeld (televisieserie) - Joris Huisman (1988-1991)
- In voor- en tegenspoed (televisieserie) - Cor (1991)
- Van Gogh's Ear (1992) - Nico
- Richting Engeland (1993) - Vader van Hans
- Oeroeg (1993) - Van Bergen Henegouwen
- De zeemeerman (1996) - Simon
- Goed Bekeken (televisiequiz TROS) (1996) - presentator
- De club (televisieserie) - Clubmanager Harry (1998)
- Flodder (televisieserie) - Bob (afl. Inzet, 1999)
- Windkracht 10 (televisieserie) - Willem (afl. Geen zee te hoog, 1997)
- Baantjer (televisieserie) - Felix Wolf (afl. De Cock en de moord op het menu, 1997)
- Baantjer: De Cock en de wraak zonder einde (televisiefilm, 1999) - Donald Heerooms
- Verkeerd verbonden (televisieserie) - Theo (afl. Twee op de wip, 2000)
- Onderweg naar Morgen (televisieserie) - Melchior Vehmeijer (2001)
- Kapitein Haak en vader Liefje (musicaltheater) (2001/2002)
- Sinterklaasjournaal (2002) - Paardendokter Vlimmen
- Séance (2004) - Hypnotist
- Dit was het nieuws (2006) - zichzelf
- K3 en het ijsprinsesje (2006) - Koning Flurkentijn
- De kleine prins (Familietheater, 2007) - Piloot
- Van Speijk (televisieserie) - Detective Evert Beukering (23 afl., 2006-2007)
- Piet Piraat en het zwaard van Zilvertand (2008) - Kapitein Eksteroog[17]
- De man van La Mancha (musical, 2008-2009) - Don Quichot
- M.A.N. (2009) - Richard van Schoonhoven
- De Magische Wereld van Pardoes (televisieserie, 2011) - Grootmagister Almar
- Levenslied (televisieserie) - Erik Landgraaf (2011)
- New Kids Nitro - minister van defensie (2011)
- Claustrofobia (2011) - Dr. Mentink
- Sint & Diego: De Magische Bron van Myra (2012) - Sinterklaas
- Het gouden huwelijk (2012) - Frans
- Dokter Tinus (televisieserie) - Koert Joosten  (2012)
- Chez Nous (2013) - Helmer
- Levenslied (televisieserie) - Erik Landgraaf (2013)
- Goede tijden, slechte tijden (televisieserie) - Reinier Veltman (2014)
- Sinterklaas & Diego: Het Geheim van de Ring (2014) - Sinterklaas
- Sinterklaasjournaal - Opa Piet (2014-2015)
- Voor wat hoort wat (televisieserie) - Ad (2015)
- Op weg naar pakjesavond (televisieserie) - Sinterklaas (2015-2016)
- Fashion Chicks (film) - Victor Wolff (2015)
- Renesse (film) -Opa Bas (2016)
- Centraal Medisch Centrum (televisieserie) - Berend de Waard (2016)
- Voor Galg en Rad (korte film) - Schout Franssen (2017)
- Taal is zeg maar echt mijn ding - Werner (2018)
- Beter laat dan nooit (2018-heden)
- De Ludwigs: Sinterklaas Op Slot - Sinterklaas (2018)
- Kamer 24 (korte film) - Dokter McClarey (2020)
- De Expeditie van Familie Vos - Berend (2021)
- Vraat (korte film) - handelaar (2022)
- Sweet Dreams - Dominee (2023)